# متحف الحضارة الإسلامية وشعوب الشرق
متحف الحضارة الإسلامية وشعوب الشرق (بالعبرية: המוזיאון לתרבות האסלאם ועמי המזרח) هو متحف يقع في مدينة بئر السبع القديمة، في المجمع الذي يشمل متحف النقب للفنون، وبيت الحاكم والمسجد الكبير.

## لمحة تاريخية
بُنِيَ المسجد الكبير في بداية القرن العشرين، ومنذ قيام دولة إسرائيل، استُخدِمَ لسنوات طويلة كـ "متحف آثار النقب". وفي مبنى المتحف الأثري أقيم في الماضي معرضان: أقيم الأول عام 1950 بمبادرة تسفي عوفر، من سكان مستوطنة بيت إيشيل وأحد مستوطني بئر السبع الأوائل. وتضمن المعرض معروضات تعكس الحياة والثقافة في النقب: فن، آثار، وثائق وصور، معروضات جيولوجية، معروضات عن الحياة البدوية، الأدوات والزراعة، وغيرها. وفي نواة المعرض المجموعة التي تمثل الماضي الأثري والتاريخي للمدينة على فتراتها.
في عام 1953 أنشأ عالم الآثار يوسف دوبي صيغة جديدة من المتحف، وأطلِقَ عليه آنذاك اسم "متحف النقب"، وكانت تُعرض فيه المكتشفات الأثرية المكتشفة حديثًا في بئر السبع وضواحيها. واستمر هذا المعرض حتى عام 2002. ونظرًا لحالة المكتشفات والمبنى، نُقِلَتِ المُحتَويات إلى مخازن سلطة الآثار. وفي عام 2011، جُدِّدَ ليصبح "متحف حضارة الإسلام وشعوب الشرق" بعد أن أصدرت المحكمة العليا قرارها بعدم تحويل ملكية المسجد إلى أيدي البدو في النّقب، وأنّه مَعْلَم أثري مهمّ، وهكذا أعيد افتتاحه بشكله الحالي.
عُرض في المتحف المُجَدَّد بين الأعوام 2011-2014، معرض القيّم جوئيل دروري، محبوب مدينة بئر السبع، "تاريخ بئر السبع 1900-2013".
في العقد الثاني من القرن الحادي والعشرين، قدّم المتحف مجموعة متنوعة من الأعمال التاريخية والحديثة للثقافة المادية الإسلامية، ويسعى إلى لفت انتباه الجمهور إلى التقاليد الفنية والحضارية لمنطقة الشرق الأوسط والإسلام.

## روابط خارجية
- الموقع الرسمي لمتحف الحضارة الإسلامية وشعوب الشرق